# Sedbergh
Sedbergh és una localitat situada al comtat de Cúmbria, Anglaterra (Regne Unit), amb una població estimada a mitjans l'any 2016 de 1.770 habitants.
Està ubicada al nord de la regió de North West England, prop de la frontera amb Escòcia i amb la regió North East England i de la costa del mar d'Irlanda.
Els ingressos de Sedbergh provenen de diverses fonts: les escoles són les principals empreses de la ciutat. Sedbergh és també vila del llibre oficial d'Anglaterra des de l'any 2001. (vegeu Hay-on-Wye a Gal·les i Wigtown a Escòcia).